# Фоминка (Курская область)
Фоми́нка — деревня в Железногорском районе Курской области России. Входит в состав Рышковского сельсовета.

## География
Расположена в южной части Железногорского района на левом берегу реки Усожи. Высота над уровнем моря — 172 м.

## История
Наиболее раннее упоминание Фоминки содержится в отказной книге 1645 года: Кузьма Беседин получил имение своего тестя Аверкия Фурсова в деревне Фурсовой Фоминке тож. 
В отказной книге за 1689 год содержится запись о том, что 20 марта 1689 года Кириллу Григорьеву сыну Карпову да Иову Кузьмину сыну Беседину были пожалованы земли в деревне Фоминке Фурсовой тож Усожского стана Курского уезда.
В XVIII—XIX веках в Фоминке жили лично свободные однодворцы Беседины, Кичигины, Коростелёвы, Толмачёвы, Фурсовы, а также крепостные крестьяне, которые принадлежали тем же однодворцам, либо помещикам.
По данным 3-й ревизии 1762 года крестьянами Фоминки владели: недоросли Михаил, Василий и Николай Ивановичи Беседины, жена капитана Анна Андреевна Алфёрова, вдова прапорщика Акилина Лазаревна Мальцова, помещица Акилина Петровна Карпова, помещик Яков Яковлевич Толмачёв, прапорщик Кузьма Яковлевич Иевлев, генерал-аудитор-лейтенант Иван Автомонович Фурсов, помещица Ирина Давыдовна Толмачёва, девица Евдокия Фёдоровна Звягинцева. Также в деревне жили однодворцы: Иван Никитич Беседин, Евсей Васильевич Фурсов, Максим Филимонович Фурсов, Семён Филимонович Фурсов, Дмитрий Сидорович Фурсов, Василий Яковлевич Фурсов, Степан Евдокимович Фурсов, Михей Максимович Коростелёв, Трофим Лазаревич Фурсов, Никита Федотович Фурсов, Макей Корнеевич Фурсов, Ульян Петрович Фурсов, Антип Фурсов, Иван Алфимович Фурсов, Автомон Антонович Фурсов.
До 1779 года Фоминка деревня входила в состав Усожского стана Курского уезда, затем вошла в состав Фатежского уезда, в 1802 году была передана в Дмитриевский уезд. Население деревни было приписано к Преображенской церкви села Рышково.
По данным 8-й ревизии 1835 года в Фоминке было 13 казённых дворов, в них проживали 109 однодворцев и членов их семей; дворов крепостных крестьян было 16, в них проживали 243 человека.
В 1862 году в деревне было 33 двора, проживали 360 человек (187 мужского пола и 173 женского). До 1920-х годов деревня входила в состав Кармановской волости Дмитриевского уезда. 
В 1909 году в деревне была открыта земская школа.
В первые годы советской власти был образован Фоминский сельсовет, который в 1930 году был присоединён к Рышковскому сельсовету. 
В 1920 году в Фоминке было 109 дворов — максимальное количество за историю деревни.
В 1924 году Дмитриевский уезд был упразднён, Фоминка вошла в состав Льговского уезда Курской губернии. С 1928 года — в составе Михайловского (ныне Железногорского) района. 
В 1930 году в Фоминке был создан колхоз «Заветы Ильича». Его первым председателем был Николай Романович Шилин. В 1937 году в деревне было 87 дворов. 
Во время Великой Отечественной войны, с октября 1941 года, деревня находилась в зоне немецко-фашистской оккупации. Освобождена 11 февраля 1943 года 132-й стрелковой дивизией под командованием генерала Т. К. Шкрылёва.
В 1944—1950 годах председателями фоминского колхоза «Заветы Ильича» были Г. А .Фурсов, Веденев, М. А. Корнеев, Н. Макаров. В 1950 году «Заветы Ильича» были присоединены к колхозу имени Энгельса (центр в с. Рышково).
В 1960-е годы в деревне был построен типовой клуб «Спутник» с отдельной комнатой для библиотеки.
В конце 1970-х годов была закрыта Фоминская начальная школа, её ученики были переведены в Рышковскую среднюю школу.

## Население
| 1862 | 1883 | 1897 | 1905 | 1979 | 2002 | 2010 |
| ---- | ---- | ---- | ---- | ---- | ---- | ---- |
| 360  | ↗435 | ↗557 | ↗563 | ↘125 | ↘110 | ↗111 |

## Улицы
В деревне 1 улица:
- Советская